# Viktor Pelevine
Viktor Olegovitch Pelevine (en russe : Виктор Олегович Пелевин), né le 22 novembre 1962 à Moscou, est un écrivain russe. Il est lauréat de nombreux prix littéraires, y compris le Prix Petit Booker Russe (ru) (1993), Best-seller National russe (ru) (2004), prix Bolchaïa Kniga (2010, 3e place) et le prix Andreï-Biély (2017).  
Pelevine se tenant un peu à l'écart des médias, on sait peu de choses sur lui. Il a commencé à accéder à la notoriété avec la publication de La Flèche jaune, de OMON-Ra et de nouvelles.
Figure de proue de la littérature russe actuelle, son œuvre est traduite dans de nombreuses langues dont le chinois et le japonais.

## Biographie
Viktor Pelevine est né à Moscou dans la famille d'Oleg Pelevine, professeur à la faculté militaire de l'université technique d'État de Moscou-Bauman, ancien officier de la lutte antiaérienne, et de Zinaida Pelevina (née Efremova), qui a travaillé comme chef de service dans l'une des épiceries centrales. La famille Pelevine, composée de quatre personnes (avec la grand-mère de Viktor), vivait dans un appartement communautaire dans un immeuble donnant sur le boulevard Tverskoï, puis elle a déménagé dans un appartement de trois pièces séparées dans la région du Tchertanovo Severnoïe.
Après une formation d'ingénieur en électromécanique à l'Institut de génie énergétique de Moscou, il suit un séminaire de création littéraire.

## L'œuvre de Viktor Pelevine
Les récits et les romans de Pelevine reposent souvent sur des éléments fantastiques ou absurdes : train de voyageurs sans arrêt ni destination connue (La flèche jaune), personnage évoluant dans un monde transformé en univers de jeu vidéo (Le Prince du Gosplan) ou vivant une vie parallèle sous forme d'insecte (La vie des insectes)…
L'aspect onirique de son œuvre fait de lui un héritier d'une tradition littéraire russe que l'on peut faire remonter à Nicolas Gogol et qui inclurait le Mikhaïl Boulgakov de Cœur de chien ou du Maître et Marguerite.
Les récits et les romans de Viktor Pelevine sont remplis de références à la vie quotidienne en Russie et en URSS et à la culture populaire (jeux vidéo, groupes de rock américains, séries télévisées brésiliennes). Les mythes de la culture officielle soviétique (Tchapaïev, les cosmonautes) ainsi que les considérations d'ordre mystique inspirées par le bouddhisme sont également très présents. Ce mélange amène certains à qualifier l'œuvre de Pelevine de postmoderne. 
Saturés de références multiples et baignant dans l'absurde, les textes de Pelevine sont d'une grande portée satirique sur la société contemporaine ou ex-soviétique. L'auteur s'abstient pourtant bien d'éclairer ses lecteurs sur le sens à donner à son œuvre. Optant le plus souvent sur le procédé narratif de la focalisation interne, il ne nous laisse généralement entrevoir la réalité qu'à travers le regard d'un personnage qui ne livre ni ses pensées ni ses émotions, perception qu'altèrent ou illusionnent progressivement les drogues ou des incertitudes psychiques sur une réalité transmutée ou manipulée par les montages du pouvoir. Le caractère nécessairement subjectif de toute perception des choses est d'ailleurs un thème récurrent dans l'œuvre de Pelevine.
Viktor Pelevine écrit dans les années 1990, et beaucoup de ses lecteurs ne pouvaient pas encore s'exprimer aussi librement que lui. Cela explique sans doute un peu son succès phénoménal. À travers ses œuvres, ses lecteurs cherchent encore aujourd'hui une réponse au chaos du monde contemporain.
Grâce à son écriture particulière, Pelevine remet en question les frontières entre les genres littéraires tout en niant la possibilité d'une perception objective de la réalité et d'une communication sincère entre les individus.
À l'exception du modèle de femme-renarde du Livre sacré du loup-garou, tous les modèles de femmes sont présentés et souvent déconstruits dans l'ironie. 
L'objet de sa critique est toutefois avant tout la Russie post-soviétique, le pouvoir politique corrompu, le règne de l'argent et du pétrole, de la consommation absurde.  
À la question de savoir en quoi consiste «L'Idée russe » ou (idée nationale) qui est soulevée dans son roman Homo zapiens (Génération P) par exemple, il n'est pas possible de conclure.
Lors d'un interview de Pelevine, comme on lui demandait s'il avait trouvé l'idée nationale, il a répondu : « Bien sûr. C'est Vladimir Poutine».

## Œuvres

### Nouvelles
- Принц Госплана - Le Prince du Gosplan
- Желтая Стрела - La flèche jaune, Mille et Une nuits, 1996 (Traduit par Galia Ackerman et Pierre Lorrain) ; Denoël, 2006.
- Critique macédonienne de la pensée française (2003)

### Collections des récits
- Синий фонарь - Le Réverbère bleu
- Зомбификация - Zombification
- Затворник и Шестипалый - L'Ermite et Sixdoigts, Éditions Jacqueline Chambon, 1998 (Traduit par Christine Zeytounian-Beloüs) ; Éditions du Rouergue, 2003.
- П5: Прощальные песни политических пигмеев Пиндостана, ЭКСМО, 2008

### Romans
- Омон Ра, Текст, 1992 - Omon Ra, Austral, 1995 (Traduit par Galia Ackerman et Pierre Lorrain) ; Mille et Une Nuits, 1998.
- Жизнь насекомых, журнал Знамя, 1993 ; Терра 1996 - La vie des insectes, Seuil, 1995 (Traduit par Galia Ackerman et Pierre Lorrain) ; Points Seuil, 1997.
- Чапаев и пустота, журнал Знамя, 1996 ; Вагриус 1998 - La Mitrailleuse d'argile, Seuil, 1997 (Traduit par Galia Ackerman et Pierre Lorrain) ; Points Seuil, 2005.
- Generation П, Вагриус, 1999 - Homo zapiens (Génération P), Seuil, 2001 (Traduit par Galia Ackerman et Pierre Lorrain).
- Македонская критика французской мысли 2003,Critique macédonienne de la pensée française, Denoël,  en 2005 (Traduit par Galia Ackerman et Pierre Lorrain).
- Числа, ЭКСМО, 2003 - Les Nombres, Alma, 2014 (traduit par Galia Ackerman et Pierre Lorrain)  (ISBN 978-2-3627-9129-1).
- Священная книга оборотня, ЭКСМО, 2004 - Le Livre sacré du loup-garou, Éditions Denoël, 2009 (Traduit par Galia Ackerman et Pierre Lorrain)
- Шлем ужаса, Открытый мир, 2005 - Minotaure.com: Le heaume d'horreur, Flammarion, 2005 (Traduit par Galia Ackerman et Pierre Lorrain)
- Empire V, ЭКСМО, 2006.
- t, ЭКСМО, 2009.
- Ананасная вода для прекрасной дамы,2010 -Dieux et mécanismes, Alma éditeur, 2016 /ЭКСМО éditeur en russe, 2010.
- iPhuck-10, ЭКСМО, 2017 - iPhuck-10, Macha Publishing, 2022 (Traduit par Valentina Chepiga)